# جاسپر موریسون

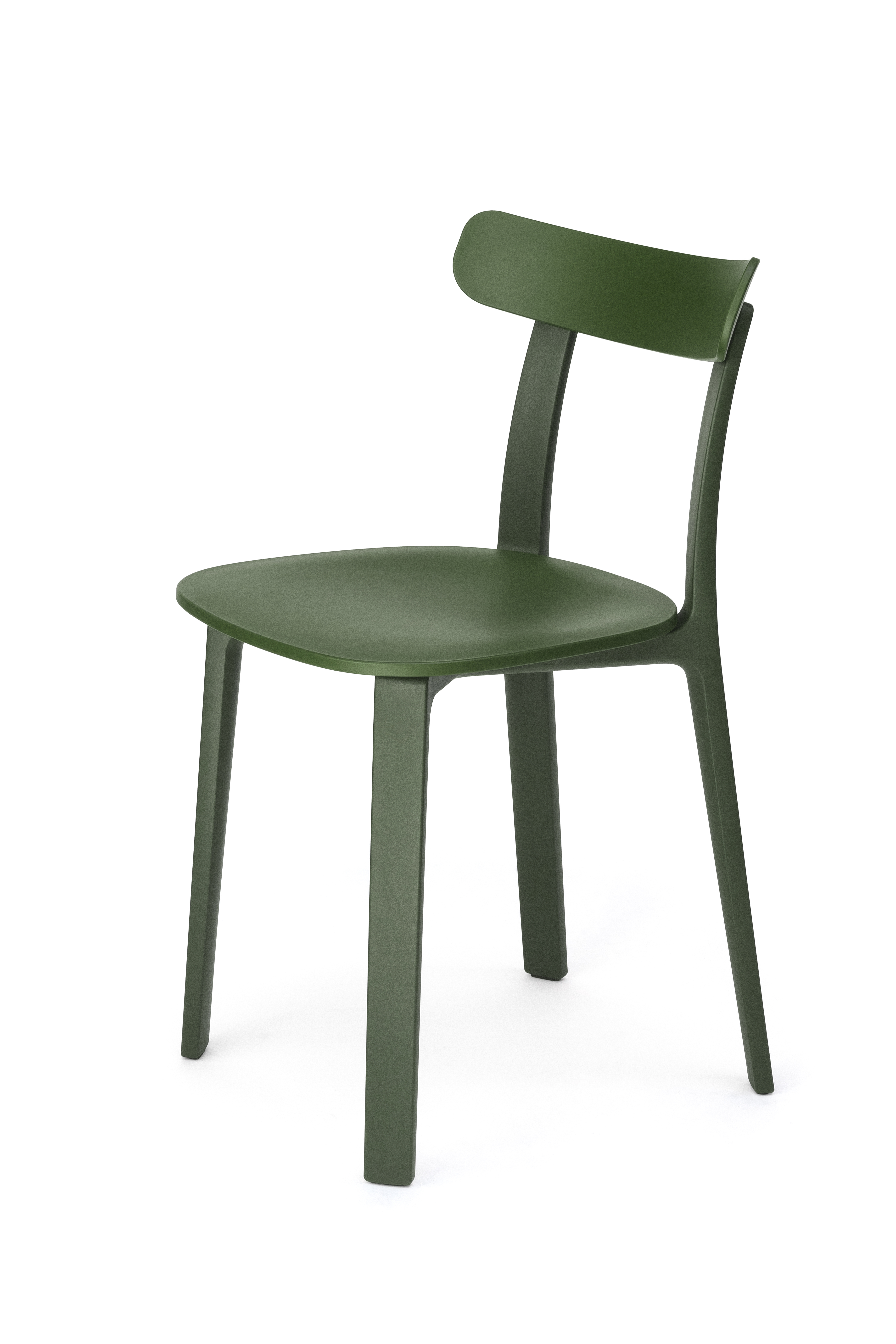
صندلی طراحی شده توسط جاسپر موریسون برای ویترا که در سال ۲۰۱۶ میلادی راه‌اندازی شد

جاسپر موریسون (به انگلیسی: Jasper Morrison)؛ (زادۀ ۱۹۵۹ میلادی) یک طراح محصولات و مبلمان اهل انگلستان است.
او دارای نشان امپراتوری بریتانیا است.